# Loure
Die Loure ist ein mäßig langsamer bis langsamer Tanz des 17. und 18. Jahrhunderts aus Frankreich im 3/4- oder 6/4-Takt. Sie wird gelegentlich auch als Gigue lente oder langsame Gigue bezeichnet. Mit dem gleichen Namen bezeichnete man in der Normandie seit dem 13. Jahrhundert einen Dudelsack (lat. lura = Luftsack). In der französischen Musik bedeutet „lourer“, dass man die Noten bindet und dabei die Eins jedes Taktes betont. 
Typisch für die barocke Loure ist ein punktierter Rhythmus, häufig mit einem Auftakt aus einer Achtel und einer Viertel (in 3/4 und 6/4). Die Struktur ist meist eine Tanzsatzform oder Dualform, normalerweise als |:A:||:B:|.
Die Loure gilt als Balltanz für Paare, wurde aber auch als Solotanz von Männern aufgeführt; sie war jedoch kein Gesellschaftstanz, sondern ein Theatertanz von Virtuosen. Raoul-Auger Feuillet beschrieb sie 1704 in seinem Recueil d'entrées de ballet de Mr Pécour. Sie ist langsam, kräftig, ernsthaft, prächtig und würdevoll. Ihr Charakter wurde als „stoltzes, aufgeblasenes Wesen“ (Johann Mattheson 1739), „…Ernst und Würde, auch wol Hoheit“ (Johann Georg Sulzer 1773/74) oder „prächtig“ (Johann Joachim Quantz 1752) beschrieben. Musikalisch entwickelte sich die Loure von einem anfangs relativ einfachen Gebilde zu einem sehr speziellen Tanz: Die Melodik ist vor allem im 18. Jahrhundert oft relativ komplex und weitschweifig, häufig mit einer Betonung dunkler und tiefer Lagen, die zu einem etwas düsteren, gravitätischen Charakter beitragen. Auch die Rhythmik ist relativ komplex: Streckenweise geht es zügig voran, dann wieder kann der musikalische Fluss beinahe ins Stocken geraten, und manchmal gibt es etwas unvermittelte Akzentverschiebungen. Es gibt aber auch Stücke, die mehr zum Melancholischen, Weichen oder gar Lieblichen tendieren.
Jean-Baptiste Lully war vermutlich der erste, der die Loure in einige seiner Bühnenwerke einführte, z. B. in Le Bourgeois gentilhomme (1670) und in Alceste (1674). Ihre heute noch bekannte Form nahm die Loure erst unter Lullys Nachfolgern an, von André Campras L’Europe galante (1697) oder Delalandes Symphonies pour les Soupers du Roy (1703) bis zum Ballet La Fantaisie (1729) von Jean-Féry Rebel. Auf dem Höhepunkt ihrer Beliebtheit und ihrer künstlerischen Form war sie erst im 18. Jahrhundert, ab ca. 1720. Besonders Jean-Philippe Rameau setzte sie in zahlreichen seiner Bühnenwerke ein, oft in fantasievoller Instrumentierung und mit starken dynamischen Kontrasten, z. B. in Les Indes galantes (1735), Castor et Pollux (1737), Les Fêtes d'Hébé (1739), Le Temple de la Gloire (1745), Naïs (1749), Zoroastre (1749/1756), Acante et Céphise (1751) und Les Boréades (1764). Einige dieser Stücke wurden auch gesungen, z. B. in der Schattenszene im vierten Akt von Castor et Pollux oder in der Sonnenanbetung von Les Indes galantes. Das letztere Stück ist eine Loure en Rondeau, es ist also nicht zweiteilig, sondern ein Rondo.
In Deutschland wurde die Loure besonders von Telemann gepflegt, von dem es einige Beispiele in seinen Orchestersuiten gibt, z. B. in der Hamburger Ebb und Fluth (1723), wo sie den „verliebten Neptunus“ charakterisiert; andere Beispiele finden sich von Christoph Graupner, Johann Bernhard Bach oder Heinichen.
Graupner verwendete sie auch mehrmals in seiner Cembalomusiksammlung „Monatliche Clavierfrüchte“ (1722). Johann Sebastian Bach benutzte sie in seiner Französischen Suite Nr. 5 und außerdem in der Partita Nr. 3 für Solo-Violine.
Kurioserweise war dieser Tanz im 19. Jahrhundert so in Vergessenheit geraten, dass Bachs Loure der Französischen Suite in Klavierausgaben von Czerny (Leipzig: Peters, 1841) oder von der Bachgesellschaft (Leipzig: Breitkopf und Härtel, 1865) als „Bourrée II“ bezeichnet wurde.

### Noten
- Christoph Graupner, Monatliche Clavierfrüchte (1722), Facsimile, prés. par Oswald Bill, publ. sous la dir. de J. Saint-Arroman, Courlay: Édition J. M. Fuzeau, 2003.

### Einspielungen
- Johann David Heinichen, Galant Court Music, Il Fondamento, Paul Dombrecht, erschienen bei: passacaille, 2002 (CD).
- Concert de Danse (Musik von Rebel, Rameau, Lully u. a.), La Petite Bande, Sigiswald Kuijken, erschienen bei: Accent, 1996 / 2006 (CD).
- Jean-Philippe Rameau: Castor et Pollux, Les Arts florissants, William Christie, erschienen bei: harmonia mundi France, 1991 (3 CDs).
- Jean-Philippe Rameau: Les Indes galantes, Les Arts florissants, William Christie, erschienen bei: harmonia mundi France, 1991 (3 CDs).
- Jean-Philippe Rameau: Orchestral Suites (aus: Acanthe et Céphise, und Les Fêtes d'Hébé), Orchestra of the Eighteenth Century, Frans Brüggen, erschienen bei: glossa GCD C81103, 1997. (http://www.glossamusic.com/glossa/reference.aspx?id=130, gesehen am 14. August 2017)
- Jean-Philippe Rameau: Orchestral Suites Vol. 2 (Naïs & Zoroastre), Orchestra of the Eighteenth Century, Frans Brüggen, erschienen bei: glossa GCD C81103, 1997. (http://www.glossamusic.com/glossa/reference.aspx?id=271, gesehen am 14. August 2017).
- Jean-Philippe Rameau: Orchestral Suites (aus: Les Boréades, und Dardanus), Orchestra of the Eighteenth Century, Frans Brüggen, erschienen bei: Philips 1986.